# La rosa de los vientos (telenovela colombiana)
La rosa de los vientos es una telenovela colombiana realizada por Producciones PUNCH para la Cadena Uno en 1989. Protagonizada por Alejandro Martínez y Aura Cristina Geithner.

## Elenco
- Alejandro Martínez- Felipe Colmenares
- Aura Cristina Geithner - María Conchita
- María Cecilia Botero - Rosario Heredia
- Rocío Chacón - Paloma
- Humberto Arango
- Julio Sánchez Coccaro
- Margalida Castro
- Rosita Alonso
- Luis Fernando Orozco
- Felipe Solano
- Martha Liliana Ruiz
- Cydalia Sanders
- Fernando San Miguel
- Edmundo Troya